# Джон Пери Барлоу
Джон Пери Барлоу (на английски: John Perry Barlow) е американски поет и есеист, политически и интернет активист. Бивш текстописец на групата Grateful Dead и член-съосновател на Фондация „Електронна граница“ (Electronic Frontier Foundation) и Фондация „Свобода на печата“ (Freedom of the Press Foundation). От май 1998 е почетен член на Център за интернет и общество „Беркман“ към Харвардския университет.

## Настояща дейност
Барлоу е понастоящем вицепрезидент на борда на директорите на фондация „Електронна граница“ (EFF), създадена, за да способства разрешаването на „неминуемите конфликти, които са започнали да се проявяват на границата между киберпространството и физическия свят“. През 2012 година Барлоу става един от основателите и на свързаната с EFF фондация „Свобода на печата“, където също е член на борда на директорите. През 2013 и 2014 година има съвместни изяви и интервюта с Едуард Сноудън, и Джулиан Асанж от Уикилийкс.
Голяма част от времето си прекарва на път, изнасяйки лекции и консултации по въпросите на гражданските права, свободата на речта, състоянието на интернет и за фондация „Електронна граница“. Изнасял е лекции и панелни дискусии пред TWiT Live, TEDxHamburg, Хамбург, Германия,  Greenfest SF, норвежкия мозъчен тръст Civitas, Интернет общество (Нюйоркското подразделение), Университета на Южна Каролина, Център за публична дипломация, и European Graduate School (EGS), Заас-Фе, Швейцария.

## Текстове
От 1971 до 1995 година, Барлоу пише текстовете за психеделичната група Grateful Dead, в сътрудничество с Боб Уиър. Сред текстовете на Барлоу са „Cassidy“ (за Нийл Касиди), „Estimated Prophet“, „Black-Throated Wind“, „Hell in a Bucket“, „Mexicali Blues“, „The Music Never Stopped“, и „Throwing Stones“.
Барлоу пише множество текстове за списание „Wired“, както и за Ню Йорк Таймс и други. В текстовете си разяснява особеностите на интернет като нещо повече от компютърна мрежа, което той нарича „електронна граница“.
Един от текстовете му е „Декларация за независимостта на Кибепространството“, написан в отговор на влизането в сила в Щатите на Закона за благоприличие в общуването (Communications Decency Act) от 1996 година, в който EFF вижда заплаха за независимостта и суверенитета на киберпространството.
По-късно есета като „Продажба на вино без бутилки: Икономика на съзнанието в глобалната мрежа“ започват широко да циркулират и да разпространяват представата на Барлоу за човешката креативност онлайн.
На Барлоу се приписва авторството на модерния прочит на понятието проноя, обратното на параноя: нагласата на човек, че съществува „конспирация“, скроена така, че да му се случват само хубави неща и неща в негова полза.
През август 2013 г. Барлоу участва на конференцията Reddit AMA, където споделя своите „Принципи за зряло поведение“, оригинално написани през 1977 година в навечерието на 30-ия му рожден ден и които са били в обращение оттогава:
1. Бъди търпелив. Без значение какво ти се случва.
2. Не говори зад гърба на другите: Делегирай отговорности, не вина. Не казвай за някого нещо, което не би му казал в очите.
3. Никога не мисли, че мотивите на другите са за тях по-малко благородни отколкото са твоите за теб.
4. Разшири възприятието си за това какво е възможно.
5. Не се безпокой с неща, които не можеш наистина да промениш.
6. Не очаквай от другите повече, отколкото можеш да дадеш самият ти.
7. Толерирай неопределеността.
8. Надсмивай се често над себе си.
9. Занимавай се с това какво е правилно, а не с това кой е прав.
10. Никога не забравяй, че без значение колко си убеден, може и да се окаже, че грешиш.
11. Откажи се от кървавите спортове.
12. Запомни, че животът ти принадлежи и на другите. Не го рискувай безразсъдно.
13. Недей да лъжеш никого по никакъв повод.
14. Опознай нуждите на хората около теб и ги зачитай.
15. Откажи се от преследване на щастието. Помъчи се да откриеш своята мисия и преследвай нея.
16. Намали употребата на местоимението за първо лице, единствено число.
17. Хвали поне толкова често, колкото и унижаваш.
18. Признавай грешките си свободно и рано.
19. Не бъди толкова подозрителен към радостта.
20. Опознай смирението.
21. Помни, че любовта прощава всичко.
22. Грижи се за достойнството си.
23. Живей запомнящо се.
24. Обичай се.
25. Издръж.